# Conus furvoides
Conus furvoides é uma espécie de gastrópode do gênero Conus, pertencente à família Conidae.